# Соколики (Львовская область)
Соко́лики (Соколики Горные/Горские/Верхние) — историческое село, существовавшее до 1946 года на берегах Сана. В настоящее время территория села расположена по обе стороны государственной украинско-польской границы — в Самборском районе Львовской области Украины и в гмине Лютовиска Бещадского повята Подкарпатского воеводства Польши. Население в 1938 году составляло 1520 жителей.

## История
Село Соколики было основано в 1556 году краковским воеводой Петром Кмита. В налоговых реестрах 1640 и 1655 годов встречаются упоминания о церкви. В 1791 году была возведена новая деревянная трёхсрубная церковь Св. Дмитрия, рядом с которой в 1931 году была построена новая каменная церковь. Благодаря построенной железной дороге Соколки стали локальным центром деревообработки. На пилораме работало более 200, а на железной дороге — более 100 человек. В 1931 году население Соколиков составляло 1716 человек. Село также развивалось как место летнего отдыха. В 1937 году здесь было семь домов отдыха и молодёжный Карпатский Дом «Байка». В июне 1944 года укрепленную заставу немецких пограничников на левом берегу Сана атаковали 400 азербайджанцев из партизанского соединения Сидора Ковпака, которые для этого должны были преодолеть заминированную территорию. Село, население которого по состоянию на 1938 насчитывало 1520 человек, было выселено в 1945—1946 годах в рамках операции по очищению приграничной полосы. После второй мировой войны деревянная церковь была уничтожена, а в каменной церкви был устроен наблюдательный пункт пограничных войск. Сейчас в этой церкви планируется открытие музея выселенных деревень.
Железнодорожная станция Соколики функционирует и в настоящее время. От неё до территории бывшего села пара километров.